# Daouda Camara
Daouda Camara (Conakry, 20 agosto 1997) è un calciatore guineano, centrocampista dell'Horoya.

## Carriera

### Club
Ha giocato nella massima serie del campionato guineano con Séquence Dixinn e Horoya, club con cui ha anche più volte preso parte sia alla CAF Champions League che alla Coppa della Confederazione CAF.

### Nazionale
Ha esordito con la nazionale guineana nel 2015. Nel 2017 ha partecipato ai Mondiali Under-20.

## Palmarès

### Club

#### Competizioni nazionali
- Campionato guineano: 8

Horoya: 2015, 2016, 2017, 2018, 2019, 2020, 2021, 2022
- Coppa di Guinea: 3

Horoya: 2016, 2018, 2019